# Bob Brudzinski
Robert Louis Brudzinski (Fremont, 1º gennaio 1955) è un ex giocatore di football americano statunitense che ha militato nel ruolo di linebacker nella National Football League (NFL).

## Carriera

### Los Angeles Rams
Al college Brudzinski giocò a football a Ohio State, venendo premiato come All-American. Fu scelto come ventitreesimo assoluto nel Draft NFL 1977 dai Los Angeles Rams. Nella sua prima stagione disputò 7 partite come titolare, facendo registrare 37 tackle, 2 intercetti, 3 fumble forzati e un sack, venendo inserito nella formazione ideale dei rookie dalla Pro Football Writers of America. Nel 1978 fu divenne l'outside linebacker titolare nella settimana 10 dopo che Isiah Robertson iniziò uno sciopero salariale. La difesa dei Rams si classificò al primo posto della lega e Brudzinski chiuse con 43 tackle, un intercetto ritornato in touchdown e 2 sack.
Nel 1979 Brudzinski disputò la sua migliore annata. Partì come titolare in tutte le 16 partite come linebacker destro, venendo inserito nel Second-team All-Pro da Gannett Wire Service. Terminò con 127 tackle, 7 dei quali con perdita di yard, 5 sack, un intercetto, un fumble forzato, uno recuperato e 14 passaggi deviati. Nei playoff i Rams batterono i Dallas Cowboys e i Tampa Bay Buccaneers prima di perdere il Super Bowl XIV contro i Pittsburgh Steelers.
Dopo due terzi della stagione 1980, Brudzinski lasciò la squadra e non fece più ritorno ai Rams, sentendosi sottopagato. Fino a quel momento aveva messo a segno 35 placcaggi e 6 passaggi deviati.
I Rams furono costretti a scambiare Brudzinski nella primavera 1981. La squadra ricevette diverse scelte, inclusa una alta, con cui scelse il linebacker Jim Collins. A Los Angeles Brudzinski terminò con 242 tackle, 9 sack e oltre 20 passaggi deviati in 55 partite (41 come titolare).

### Miami Dolphins
Con i Miami Dolphins di Don Shula, Brudzinski disputò 125 partite, di cui 94 come titolare, dal 1981 al 1989, facendo registrare 14,5 sack e 9 intercetti. Si adattò velocemente alla difesa di Bill Arnsbarger soprannominata "Killer-Bs", che portò la squadra ai playoff nel 1981 e a qualificarsi per il Super Bowl nel 1982 e nel 1984.
All'inizio degli anni 2000 Brudzinski fu inserito nella formazione ideale di tutti i tempi dei Dolphins. Fu spesso menzionato in articoli che si chiedevano quali fossero i migliori linebacker mai convocati per il Pro Bowl, selezione che non ottenne mai, neanche dopo la sua stagione di alto livello del 1979.

## Palmarès

### Franchigia
- National Football Conference Championship: 1

Los Angeles Rams: 1979
- American Football Conference Championship: 2

Miami Dolphins: 1982, 1984

### Individuale
- PFWA All-Rookie Team - 1977